# U-Boots - Frontspange
U-Boot-Frontspange es una condecoración alemana creada por la Kriegsmarine el 15 de mayo de 1944, consistente en un corchete de bronce que se otorgaba al reconocimiento en combate de servicios valerosos a los tripulantes de los sumergibles. La propuesta la realizaba el comandante del sumergible basándose en tres criterios: el número de salidas contra el enemigo, el factor de riesgo de la misión realizada o el valor personal. La concesión se otorgaba siempre después de la aprobación del Gran Almirante Karl Dönitz. 
El 24 de noviembre de 1944 se introdujo un nuevo grado en plata que reconocía el valor adicional, aunque los criterios exactos para la concesión de este grado son inciertos. El documento de la concesión tenía un facsímil de la divisa en la portada con la firma del comandante y la estampilla en el fondo.